# Ouargla (tỉnh)
Ouargla (tiếng Ả Rập: ورقلة ) là một tỉnh ở Algérie, giáp biên giới với vùng thủ hiến Tataouine của Tunisia. Tỉnh lỵ là Ouargla. Các đô thị khác có Temacine, Touggourt, và Hassi Messaoud.

## Các đơn vị hành chính
Tỉnh này bao gồm 10 huyện và 21 đô thị. Các huyện bao gồm:
- Touggourt
- Témacine
- Mégarine
- El Hadjira
- Taïbet
- Sidi Khouiled
- Đô thị cấp huyện: Ouargla, Hassi Messaoud, El Borma, N'Goussa